# José Gregorio Monagas (gemeente)
José Gregorio Monagas is een gemeente in de Venezolaanse staat Anzoátegui. De gemeente telt 19.300 inwoners. De hoofdplaats is Mapire.